# When the Cat's Away
When the Cat's Away é um curta-metragem de animação produzido nos Estados Unidos, dirigido por Walt Disney e lançado em 1929.